# Карягіна Марина Федорівна
Марина Федорівна Карягіна (чув. Марина Фёдоровна Карягина, 16 жовтня 1969, с. Старе Ахпердіно, Батиревський район, Чуваська АРСР, РРФСР) — чуваський поет, прозаїк і драматург, тележурналіст, режисер-документаліст, редактор.
Член Спілки письменників Російської Федерації (1996), член Спілки журналістів Російської Федерації (1997), член Спілки кінематографістів Чуваської Республіки (2019).
Лауреат державної молодіжної премії Чуваської Республіки в галузі літератури, культури і мистецтва (1997); лауреат Державної премії Чуваської Республіки в галузі літератури і мистецтва (2013), лауреат премії імені Мітти (2005), лауреат премії імені С.Ельгера (2007), лауреат премії імені В. Ніколаєва (2011), лауреат премії імені М. Сеспеля (2020). Лауреат Республіканського конкурсу театрального мистецтва «Чĕнтĕрлĕ чаршав» (укр. Візерункова завіса, 2010); удостоєна срібної медалі Всеросійського літературного фестивалю (2017)..